# Immolation
Immolation är ett death metal-band från Yonkers, New York, grundat 1986. Immolation är tillsammans med Incantation grundarna av så kallad dark-death metal. Texterna berör främst kristendomen och anspelar på förlorat hopp och brutna löften från Jesus och Gud. Bandet hette från 1986 Defcon och från 1986 till 1988 Rigor Mortis.

## Medlemmar
Nuvarande medlemmar
- Ross Dolan – basgitarr, sång (1988– )
- Robert Vigna – gitarr (1988– )
- Steve Shalaty – trummor (2003– ) (ex-Odious Sanction)
- Alex Bouks – gitarr (2016– ) (ex-Goreaphobia, ex-Rise to Offend, ex-Funebrarum, ex-Incantation)

Tidigare medlemmar
- Neal Boback – trummor (1988–1989)
- Thomas Wilkinson – gitarr (1988–2000)
- Craig Smilowski – trummor (1991–1996) (nu i Rellik, ex-Goreaphobia, ex-Infernal Hatred, ex-Violemosh, ex-Terreign)
- Alex Hernandez – trummor (1999-2002) (ex-Fallen Christ, ex-Requiem Aeternam)
- Bill Taylor – gitarr (2001–2016) (ex-Angel Corpse, ex-Acheron, ex-Feldgrau)

Turnerande medlemmar
- John McEntee – gitarr (2001) (också i Incantation, Funerus, ex-Mortician, ex-Revenant, ex-Profanatica)

## Diskografi
Demo
- 1988 – '88 Demo
- 1989 – Immolation
- 1994 – 1994 Promotional Demo

Studioalbum
- 1991 – Dawn of Possession
- 1996 – Here in After
- 1999 – Failures for Gods
- 2000 – Close to a World Below
- 2002 – Unholy Cult
- 2005 – Harnessing Ruin
- 2007 – Shadows in the Light
- 2010 – Majesty and Decay
- 2013 – Kingdom of Conspiracy
- 2017 – Atonement

EP
- 2007 – Hope and Horror (CD + DVD)
- 2011 – Providence

Singlar
- 2016 – "Immolation"

Samlingsalbum
- 1995 – Stepping on Angels... Before Dawn

Video
- 2004 – Bringing Down the World (DVD)